# Little Demon
Little Demon ist eine US-amerikanische animierte Fernsehserie für Erwachsene, die von Darcy Fowler, Seth Kirschner und Kieran Valla erdacht wurde. Die Premiere der Serie fand am 25. August 2022 auf dem US-Kabelsender FXX statt. Im deutschsprachigen Raum erfolgte die Erstveröffentlichung der Serie am 1. März 2023 durch Disney+ via Star als Original. Die Serie wurde (Stand 5. August 2023) bereits wieder aus dem deutschen Streaming-Katalog entfernt.

## Handlung
Little Demon folgt Laura, einer Mutter wider Willen, die vor 13 Jahren von Satan geschwängert wurde, und ihrer Tochter Chrissy, die der Antichrist ist und gerade ihre dämonischen Kräfte erlangt hat. So sehr die beiden auch versuchen, ein normales Leben in Delaware zu führen, werden sie immer wieder von dunklen Mächten und sogar von Satan höchstselbst daran gehindert. Dieser verspürt den Wunsch, sich der Seele seiner Tochter zu bemächtigen. Außerdem muss Chrissy mit dem Chaos des Teenagerdaseins zurechtkommen, während Laura damit kämpft, sich dem Rhythmus des Kleinstadtlebens anzupassen.

## Besetzung und Synchronisation
Die deutschsprachige Synchronisation entstand nach den Dialogbüchern von Philip Rohrbeck sowie unter der Dialogregie von Elisabeth Grünwald durch die Synchronfirma FFS Film- & Fernseh-Synchron in Berlin.

### Hauptrollen
| Rolle            | Originalsprecher | Synchronsprecher         |
| ---------------- | ---------------- | ------------------------ |
| Laura Feinberg   | Aubrey Plaza     | Claudia Urbschat-Mingues |
| Chrissy Feinberg | Lucy DeVito      | Yamuna Kemmerling        |
| Satan            | Danny DeVito     | Michael Iwannek          |

### Nebenrollen
| Rolle           | Originalsprecher | Synchronsprecher  |
| --------------- | ---------------- | ----------------- |
| Bennigan Aquino | Eugene Cordero   | Sebastian Fitzner |
| Darlene         | Lennon Parham    | Gundi Eberhard    |
| Unshaven Man    | Michael Shannon  | Roman Kretschmer  |
| Erwin           | Seth Kirschner   | Thomas Schmuckert |

### Gastrollen
| Rolle    | Originalsprecher     | Synchronsprecher  |
| -------- | -------------------- | ----------------- |
| Mayor    | Juan Francisco Villa | Johannes Berenz   |
| Mustache | Seth Kirschner       | Sebastian Borucki |
| Asmodeus | Sam Richardson       | Lucas Wecker      |

## Episodenliste
| Nr. | Deutscher Titel        | Originaltitel                     | Erstausstrahlung (USA) | Deutschsprachige Erstveröffentlichung (D/A/CH) | Regie                               | Drehbuch                                                          |
| --- | ---------------------- | --------------------------------- | ---------------------- | ---------------------------------------------- | ----------------------------------- | ----------------------------------------------------------------- |
| 1   | Das erste Blutbad      | First Blood                       | 25. Aug. 2022          | 1. März 2023                                   | Ben Bjelajac & Jack Shih            | Darcy Fowler, Seth Kirschner & Kieran Valla                       |
| 2   | Seelentausch           | Possession Obsession              | 25. Aug. 2022          | 1. März 2023                                   | Samantha Arnett                     | Darcy Fowler, Seth Kirschner & Kieran Valla                       |
| 3   | Zeit zu Zweit          | Everybody's Dying for the Weekend | 1. Sep. 2022           | 1. März 2023                                   | Kelly Turnbull                      | Darcy Fowler, Seth Kirschner & Kieran Valla                       |
| 4   | Beliebt um jeden Preis | Popularity: Origin of Evil        | 8. Sep. 2022           | 1. März 2023                                   | Ben Bjelajac                        | Miles Woods                                                       |
| 5   | Die Nacht der Wutegel  | Night of the Leeches              | 15. Sep. 2022          | 1. März 2023                                   | Samantha Riley                      | Samantha Riley                                                    |
| 6   | Bennigans Monster      | The Antichrist's Monster          | 22. Sep. 2022          | 1. März 2023                                   | Kelly Turnbull                      | Lillian Yu                                                        |
| 7   | Satans Bestimmung      | Satan's Lot                       | 29. Sep. 2022          | 1. März 2023                                   | Ben Bjelajac                        | Brian Prodi Flynn                                                 |
| 8   | Mutter vs Tochter      | Domestic Disturbance VIII         | 6. Okt. 2022           | 1. März 2023                                   | Samantha Arnett                     | Darcy Fowler, Seth Kirschner & Kieran Valla                       |
| 9   | Die Meerhexe           | Wet Bodies                        | 13. Okt. 2022          | 1. März 2023                                   | Kelly Turnbull                      | Karey Dornetto                                                    |
| 10  | Dorf der Gefundenen    | Village of the Found              | 20. Okt. 2022          | 1. März 2023                                   | Jeanette Moreno King & Ben Bjelajac | Darcy Fowler, Seth Kirschner, Kieran Valla & Keyshawn C. Garraway |